# الميلود المهاجي
الطيب زدور محمد إبراهيم المعروف بـالطيب المهاجي فقيه ولغوي ومؤرخ جزائري، أحد أعضاء جمعية العلماء المسلمين الجزائريين.

## حياته
هو الشيخ الطيب بن مولود بن مصطفى بن محمد بن مصطفى ابن فريح بن محمد بن إبراهيم بن مفلح بن الكندوز بن أحمد بن أيوب بن محمد بن إبراهيم بن محمد بن ميمون بن محمد بن عبد الله بن موسى بن عيسى بن يحيى بن عمران بن إبراهيم بن علي بن حسين بن أحمد بن محمد بن إدريس بن إدريس بن عبد الله الكامل بن حسن المثنى بن الحسن السبط بن علي وفاطمة بنت رسول الله صلى الله عليه وسلم.
ولد عام 1300 هـ/1882 م بقرية اولاد سيدي الفريح المهاجي أو «مهاجة» بمرتفعات القعدة في ولاية معسكر، وقبيلة مهاجة هي التي أنشأت الزاوية الدرقاوية بجهود الشيخ أبي يعزى المهاجي تلميذ الشيخ مولاي العربي الدرقاوي بفاس. وكان الشيخ الطيب أصغر أنجال والده الخمسة، فحرص والده على تعليمهم وتحفيظهم القرآن وعلوم الدين. وكان من شيوخه بمسقط رأسه الشيخ محمد بن قدور والشيخ محمد الميلود بن إبراهيم والشيخ عبد السلام بن صالح ثم انتقل إلى ندرومة حيث درس على الشيخ الميلود بوشعيب خريج الأزهر وتلميذ الشيخ عليش وأجازه.
تصدر للتدريس بجامع الزاوية السنوسية سنة 1902 م ثم أقام نهائيا بوهران منذ سنة 1912 م أين أسس أول مدرسة حرة فيها (طريق هادي حسان -المدينة الجديدة، طحطاحة) لتسمى فيما بعد مسجد الشريفية ودرس فيها مدة تقارب السبعين سنة. ومنذ سنة 1923 م التقى عدة مرات بالشيخ أبي شعيب الدكالي المغربي. سافر المهاجي إلى فاس بالمغرب الأقصى سنة 1927 م كما ارتحل إلى تونس في السنة التي تلتها، ثم انتقل سنة 1932 م إلى الحجاز لأداء فريضة الحج وهناك تعرف على الشيخ أحمد الشريف السنوسي الزعيم الليبي وقائد المقاومة الليبية حيث كان لاجئا في المملكة العربية السعودية كما التقى العديد من العلماء وأحرز عددا من الإجازات.

## مع جمعية العلماء المسلمين الجزائريين
الشيخ الميلود المهاجي من المؤسسين لجمعية العلماء سنة 1931 م حيث كان عضوا في مجلسها الاستشاري، وكتب الشيخ عبد الحميد بن باديس عن رحلته إلى وهران:
| الميلود المهاجي | لما وصلنا وجدنا في انتظارنا جما من أعيانها منهم فضيلة الشيخ الحبيب بوخالفة وفضيلة الشيخ الطيب المهاجي وغيرهما. وكانت حفلة الفطور في بيت آل المهاجي الكريم، وكانت حفلة العشاء عند الجمعية الخيرية الإسلامية بمحلها، وكانت حفلة حفلى دعيت إليها طبقات الناس وكنا يومنا الثاني في ضيافة الشيخ المفتي وكنا في كل حفلة من هذه الحفلات نلقي ما يسر الله من الوعظ والتذكير وخصوصا في حفلة الجمعية الخيرية وكان الذي افتتح الحفلة مرحبا بالضيوف بلسان الجمعية العالم الالمعي السلفي الشيخ الطيب المهاجي، وقد رأيت من اهل هذه العاصمة الغربية لقطرنا الجزائري تعطشا للعلم وإقبالا على سماعه، ولقيت فيها نخبة الفضلاء ذوي المعارف المتعلمين بالفرنسية على جانب من الدين والقومية. | الميلود المهاجي |

## مع الثورة ضد الاستعمار
بانفجار ثورة الفاتح من نوفمبر سنة 1954 م وفي اليوم الذي تلاه اعتقل ابن أخ الشيخ الميلود المهاجي وهو بلقاسم زدور محمد إبراهيم ليتسشهد على طاولة التعذيب بعد ذلك بثلاثة أيام أي 4 نوفمبر وهو أول طالب شهيد في الثورة.

## بعد الاستقلال
عشية استقلال الجزائر 5 جويلية 1962 م جرت عدة عمليات قتل ضد «الأقدام السوداء» وسقط منهم عشرة يهود في مدينة وهران. كان الشيخ الميلود ممن نددوا واستنكروا هذه الأعمال، ليصدر فيما بعد الرئيس بن بلة حكما بتوقيف المفتعلين.

## مؤلفاته
- أنفس الذخائر وأطيب المآثر في أهم ما اتفق لي في الماضي والحاضر
- مبادئ الصرف

## وفاته
توفي الشيخ الطيب المهاجي يوم الجمعة 5 شعبان 1389هـ الموافق لـ 17 أكتوبر 1969 م ودفن بمقبرة بن الدومة بحي البلانتور (les planteurs) بوهران.